# زیردریایی کلاس گوتلاند
زیردریایی کلاس گوتلاند (به انگلیسی: Gotland-class submarine) یک کلاس از زیردریایی است که طول آن ۶۰٫۴ متر (۱۹۸ فوت ۲ اینچ) می‌باشد.